# Stygobromus
Stygobromus är ett släkte av kräftdjur. Stygobromus ingår i familjen Crangonyctidae.

## Dottertaxa tillStygobromus, i alfabetisk ordning[1]
- Stygobromus abditus
- Stygobromus ackerlyi
- Stygobromus alabamensis
- Stygobromus allegheniensis
- Stygobromus apscheronia
- Stygobromus araeus
- Stygobromus arizonensis
- Stygobromus balconis
- Stygobromus baroodyi
- Stygobromus barri
- Stygobromus barryi
- Stygobromus bifurcatus
- Stygobromus biggersi
- Stygobromus blinni
- Stygobromus borealis
- Stygobromus boultoni
- Stygobromus bowmani
- Stygobromus canadensis
- Stygobromus carolinensis
- Stygobromus cherylae
- Stygobromus clantoni
- Stygobromus coloradensis
- Stygobromus conradi
- Stygobromus cooperi
- Stygobromus cowani
- Stygobromus culveri
- Stygobromus cumberlandus
- Stygobromus curroae
- Stygobromus dejectus
- Stygobromus dicksoni
- Stygobromus duplus
- Stygobromus elatus
- Stygobromus elliotti
- Stygobromus emarginatus
- Stygobromus ephemerus
- Stygobromus estesi
- Stygobromus exilis
- Stygobromus fecundus
- Stygobromus fergusoni
- Stygobromus finleyi
- Stygobromus flagellatus
- Stygobromus fontinalis
- Stygobromus franzi
- Stygobromus gallawayae
- Stygobromus glacialis
- Stygobromus gracilipes
- Stygobromus gradyi
- Stygobromus grahami
- Stygobromus grandis
- Stygobromus hadenoecus
- Stygobromus harai
- Stygobromus hayi
- Stygobromus herbsti
- Stygobromus heteropodus
- Stygobromus hoffmani
- Stygobromus holsingeri
- Stygobromus hubbsi
- Stygobromus hyporeheicus
- Stygobromus hyporheicus
- Stygobromus idahoensis
- Stygobromus imperialis
- Stygobromus indentatus
- Stygobromus inexpectatus
- Stygobromus interitus
- Stygobromus interstitialis
- Stygobromus iowae
- Stygobromus jemezensis
- Stygobromus kazakhstanica
- Stygobromus kenki
- Stygobromus lacicolus
- Stygobromus lanensis
- Stygobromus latus
- Stygobromus leensis
- Stygobromus limbus
- Stygobromus longipes
- Stygobromus lucifugus
- Stygobromus mackenziei
- Stygobromus mackini
- Stygobromus minutus
- Stygobromus montanensis
- Stygobromus montanus
- Stygobromus morrisoni
- Stygobromus mundus
- Stygobromus myersae
- Stygobromus mysticus
- Stygobromus nanus
- Stygobromus nortoni
- Stygobromus obrutus
- Stygobromus obscurus
- Stygobromus onondagaensis
- Stygobromus oregonensis
- Stygobromus ozarkensis
- Stygobromus parvus
- Stygobromus pecki
- Stygobromus pennaki
- Stygobromus phreaticus
- Stygobromus pizzinii
- Stygobromus pollostus
- Stygobromus pseudospinosus
- Stygobromus pusillus
- Stygobromus putealis
- Stygobromus puteanus
- Stygobromus quatsinensis
- Stygobromus rallus
- Stygobromus redactus
- Stygobromus reddelli
- Stygobromus rudolphi
- Stygobromus russelli
- Stygobromus saltuaris
- Stygobromus secundus
- Stygobromus sheldoni
- Stygobromus sierrensis
- Stygobromus simplex
- Stygobromus smithi
- Stygobromus sparsus
- Stygobromus spinatus
- Stygobromus spinosus
- Stygobromus stegerorum
- Stygobromus stellmacki
- Stygobromus subtilis
- Stygobromus tahoensis
- Stygobromus tenuis
- Stygobromus trinus
- Stygobromus tritus
- Stygobromus urospinatus
- Stygobromus utahensis
- Stygobromus wahkeenensis
- Stygobromus wardi
- Stygobromus wengerorum
- Stygobromus vitreus